# 192 Nausikaa
A 192 Nausikaa a Naprendszer kisbolygóövében található aszteroida. Johann Palisa fedezte fel 1879. február 17-én. Nevét Nauszikaaról, az Odüsszeia egyik szereplőjéről kapta.